# Майами (Техас)
Майами (англ. Miami, /maɪˈæmə/) — город в штате Техас (США). Административный центр округа Робертс и единственный в нём муниципалитет. По данным за 2014 год численность населения составляла 596 человек.

## География
Майами расположен в юго-западном углу округа Робертс на автомагистрали U.S. 60; высота над уровнем моря составляет 2756 футов (840 м). Общая площадь города по данным на 2015 год — 1,17 квадратной мили (3,03 км²). Климат классифицируется как субтропический муссонный, что соответствует жаркому влажному лету и мягкой прохладной зиме.

## Демография
Население на 2010 год составляло 597 человек, в том числе 179 семей, а численность единиц жилья составляла 235. По расовому признаку 94,1 % населения были европейской расы, 0,2 % — афроамериканцы, 0,5 % — индейцы, 0,2 % — азиаты, 2,8 % — другой расы, а 2,2 % — метисы. На долю латиноамериканцев приходилось 7,9 % населения. Средний возраст жителей составлял 41 год, а соотношение было следующее: 26,3 % жителей — моложе 20 лет; 22,6 % — от 20 до 40 лет; 33,7 % — от 40 до 65 лет; а 17,4 % — от 65 лет и старше. По гендерному признаку соотношение численности мужчин к численности женщин в среднем составляло 95,1 к 100.
По данным на 2013 год в городе проживали 534 человека, в том числе 259 (48,5 %) мужчин и 275 (51,5 %) женщин, а средний возраст составлял 46,1 лет. Средний доход на душу населения составлял по оценке $ 34 101, а на каждый дом — $ 94 622. Средняя арендная плата за дом составляла $ 738.